# نمرود (صاروخ)
نمرود أو الصياد هو صاروخ مضاد للطائرات موجه بأشعة الليزر من إنتاج الصناعات الجوية الإسرائيلية. يصل مداه إلى قرابة 26 كم، ويبلغ وزنه حوالي مائة كغم وطوله 265 سنيمترا وعرضه 18 سنتيمترا. أما المنصة التي يُطلق منها فتستطيع أن تحمل أربعة صواريخ في الوقت ذاته. ويمكن تركيبها خلف سيارة عسكرية خاصة، أو بواسطة طائرة مروحية من نوع يصعور. هناك نوع مُطور من هذا الصاروخ يحمل اسم "نمرود 3"، بحيث يصل مداه إلى قرابة 50 كم، ويحمل في مقدمته رأسا موجها بنظام جي بي أس وأشعة ليزر. وتحمله منصة صواريخ بعيدة المدى.

## عنه
صاروخ طويل المدى من إنتاج الصناعات الجوية الإسرائيلية. على الرغم من أن الصاروخ في الأصل طور ليكون مضاد للدبابات، إلا أنه يمكن استخدامه ضد أهداف متنوعة عديدة مثل: حاملات الجنود المدرعة، والسفن، والمحصنات وتمركزات الجنود. وهذا الصاروخ موجه بالليزر نصف فعال، وهو ذو قدرة عمل في الصباح والمساء، ومسار طيرانه يمكن أن يكون أسفل ارتفاع السحب، في الوقت الذي يَسْتَخْدِم فيه جنود الليزر لتوجيهه إلى الهدف من مسافة بعيدة من خلفه. والسمة التي ينفرد بها هذا الصاروخ هي مدى عمله، حيث يصل إلى 26 كم، مقابل 3-8 كم للصاروخ تاو، و 8 كم للصاروخ هيلفاير. ومنصة الإطلاق التي تحتوي على 4 صواريخ، يمكن وضعها على ظهر عربة عسكرية مصفحة، أو على مروحية CH-53سي ستاليون (يسعور).

## نمرود 3
كشفت الصناعات الجوية الصاروخ نمرود 3 في معرض يوروساتوري 2008. وهو صاروخ طويل المدى مقابل الطرازات السابقة -50 كم. ويحتوي على منظومة توجيه GPSوليزر. وهذا الصاروخ مصنع على قاعدة قذائف طويلة المدى التي طورتها الصناعات العسكرية.